# L'amore è finito
L'amore è finito è un singolo della cantautrice italiana Marianne Mirage, pubblicato nel 2019 ed estratto dall'album Vite private.

## Il brano
Il brano è stato scritto da Andrea Bonomo e Mario Cianchi.

## Tracce
- Download digitale

1. L'amore è finito – 3:46

## Video
Il videoclip della canzone è un vero e proprio cortometraggio che omaggia il cinema degli ultimi venti anni ed è stato diretto da Fabio Resinaro. Il video vede la partecipazione dell'attore Marco Giallini.